# ジャパンネクスト証券
ジャパンネクスト証券株式会社（ジャパンネクストしょうけん）は、東京都港区六本木に本社を置く私設取引システム（PTS）を運営する証券会社である。証券取引関係の掲示ではJNXと略される。

## 概要
国内株式夜間取引を専門に取り扱う初の証券会社として注目された。また、夜間取引への参入としては、マネックス証券、松井証券、カブドットコム証券（後に夜間取引サービスを終了）に次いで4社目。なお、2008年10月には昼間取引も開始している。
呼値の刻みが細かく、原則的に東証の呼値の10分の1となっている（値段の水準が500,000円を超えるものについては一律100円）ことが特徴である。

## 沿革
- 2006年（平成18年）11月8日 - SBIジャパンネクスト証券準備株式会社設立。
- 2007年（平成19年）
  - 3月1日 - ゴールドマン・サックスが資本参加。
  - 3月9日 - 商号をSBIジャパンネクスト証券株式会社に変更。
  - 8月27日 -
    - 「ジャパンネクストPTS」サービス開始（ナイトタイム・セッションのみ開始）。
    - SBIイー・トレード証券・楽天証券・オリックス証券・GMOインターネット証券・SBI証券が資本参加。
- 2008年（平成20年）10月28日 - 昼間取引開始（デイタイム・セッション）。
- 2011年（平成23年）3月14日 - 東日本大震災による電力供給逼迫のためナイトタイム・セッションを休止。
- 2012年（平成24年）1月30日 - ナイトタイム・セッションを再開。
- 2017年（平成29年）2月1日 - ナイトタイム・セッションの取引時間を19:00 - 23:59から16:30 - 23:59に変更（SBI PTSは18:00から）。
- 2020年（令和2年）4月1日 - ジャパンネクスト証券株式会社に社名変更[5]
- 2023年（令和5年）8月14日 - ナイトタイム・セッションの取引時間を16:30 - 23:59から16:30 - 30:00に変更[6]。

## 運営時間
- デイタイム・セッション（毎営業日） 8:20 - 16:30[7]
- ナイトタイム・セッション（同上） 17:00 - 30:00[7]
- ナイトタイム・セッションの存在だけでなく、デイタイム・セッションにおいても昼休みもなく、取引時間も(8:20-16:30)と長くなっている。

## 決済日(受渡日)
- デイタイム・セッションは原則として約定日+2営業日
- ナイトタイム・セッションは原則として約定日+3営業日

## 参加証券会社
- 30社[8]（2024年12月時点）

## 取扱銘柄
- 普通株式、ETF、REITなど。

## 注文の種別
- 指値、IOC、FOK、アイスバーグ